# النخلة العليا (مسورة)

تعديل مصدري - تعديل

النخلة العليا هي إحدى قرى عزلة شعيان بمديرية مسورة التابعة لمحافظة البيضاء، بلغ تعداد سكانها 29 نسمة حسب تعداد اليمن لعام 2004.